# Expedição 50
Expedição 50 foi uma expedição humana de longa duração na Estação Espacial Internacional. Ela teve início em 28 de outubro de 2016, após a partida da nave Soyuz MS-01 retornando três tripulantes da expedição anterior. Foi composta por seis astronautas, três russos, dois norte-americanos e um frânces. Três deles já se encontravam a bordo da estação vindos da expedição anterior e os três membros restantes foram lançados a seu encontro em 17 de novembro na Soyuz MS-03, completando a tripulação.
Após o lançamento da Soyuz MS-03, a norte-americana Peggy Whitson, aos 56 anos, tornou-se a mulher mais velha a ir para o espaço. Ela também se tornou a primeira mulher a comandar duas expedições na ISS, assumindo o comando da Expedição 51 ao final desta, após ter comandado a Expedição 16 em 2007. A MS-03 acoplou-se na ISS em 19 de novembro de 2016, completando a tripulação de seis astronautas na expedição. Foi encerrada em 10 de abril de 2017.

## Tripulação
| Posição             | Primeira parte (Outubro até novembro de 2016) | Segunda parte (Novembro até abril de 2017) |
| ------------------- | --------------------------------------------- | ------------------------------------------ |
| Comandante          | Robert Kimbrough                              | Robert Kimbrough                           |
| Engenheiro de voo 1 | Sergei Ryzhikov                               | Sergei Ryzhikov                            |
| Engenheiro de voo 2 | Andrei Borisenko                              | Andrei Borisenko                           |
| Engenheira de voo 3 |                                               | Peggy Whitson                              |
| Engenheiro de voo 4 |                                               | Oleg Novitskiy                             |
| Engenheiro de voo 5 |                                               | Thomas Pesquet                             |

## Insígnia
A insígnia da missão engloba o espírito da exploração humana do espaço, das antigas missões à Lua às atuais missões à ISS. As bordas vermelhas significam as futuras expedições ao Planeta Vermelho, Marte. A Terra é proeminente na insígnia para lembrar-nos que tudo realizado na expedição é para  ajudar as pessoas da Terra. As cores de fundo, vermelho, azul e branco representam as cores nacionais de todos os integrantes da tripulação, russos, americanos e franceses e as seis estrelas representam as famílias dos seis tripulantes. O  numeral estilizado 50 significa esta ser a 50ª missão humana à Estação Espacial Internacional.

## Missão
Durante seus cinco meses e meio de duração, entre outubro e fevereiro a expedição recebeu a visita de três naves não-tripuladas trazendo suprimentos e equipamentos, Progress MS-05, Kounotori 6 e SpaceX CRS-10 Dragon. Em dezembro de 2016, a Progress MS-04 perdeu-se após uma separação prematura do terceiro estágio do foguete antes de atingir a órbita, sendo substuída em fevereiro pela MS-05. Quatro caminhadas espaciais foram realizadas para manutenção da estrutura externa e instalação de novos equipamentos, num total combinado de 26 horas de trabalhos fora da estação.
Como em todas as expedições, dezenas de experiências científicas foram realizadas, entre elas o estudo de como a iluminação pode afetar a saúde e o bem-estar dos tripulantes, o efeito da microgravidade nas propriedades genéticas de plantas crescidas no espaço e como ela pode impactar a regeneração de tecidos e ossos humanos no espaço.
Em 25 de dezembro de 2016, a tripulação celebrou o Natal em órbita abrindo presentes  recentemente levados à ISS pela espaçonave de carga de carga japonesa Kounotori 6. O astronauta francês Pesquet partilhou comida francesa especial com a tripulação e também fez um vídeo especial de Natal para a ESA.

## Galeria

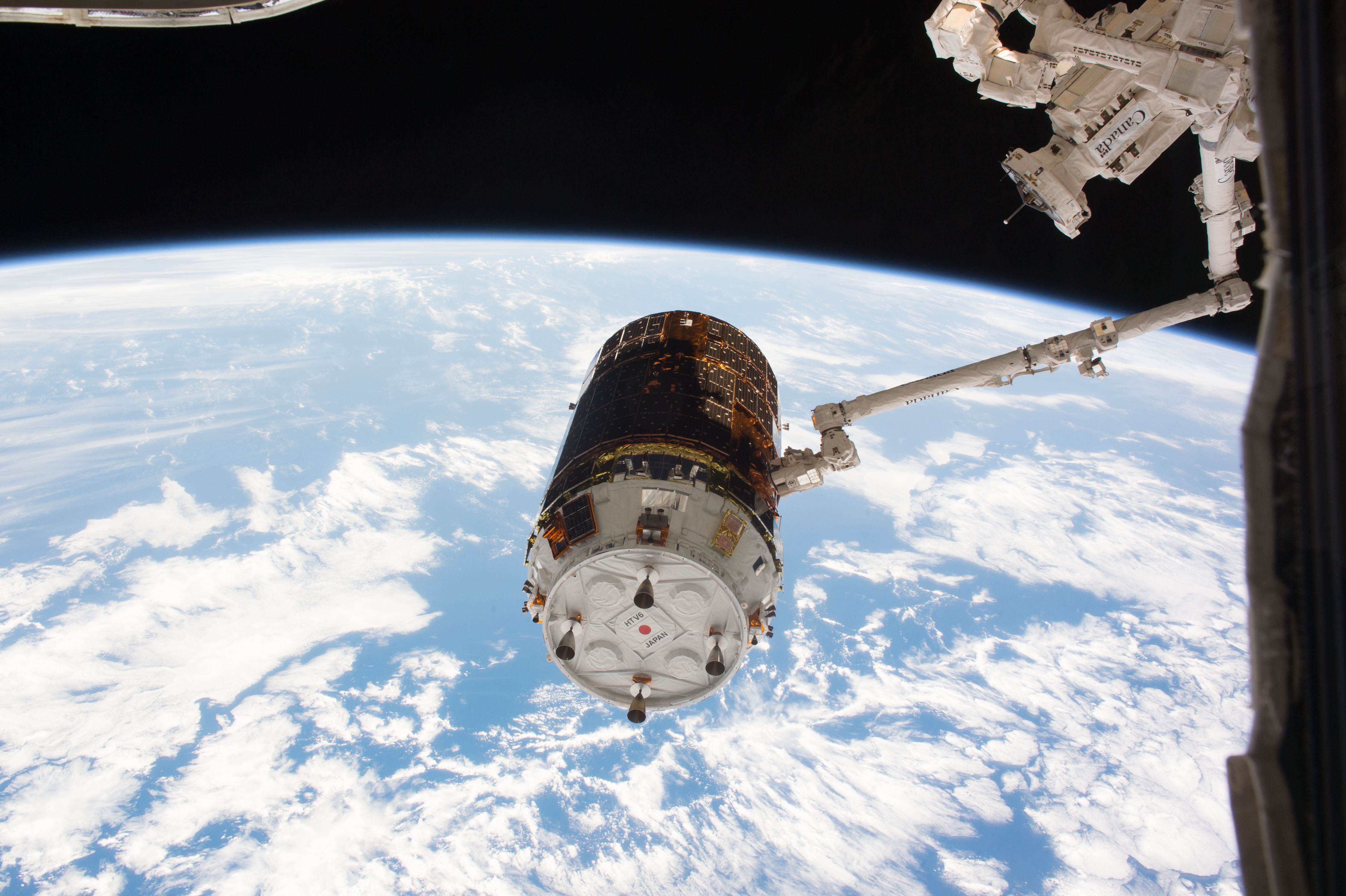
A nave japonesa de carga Kounotori 6 chega à estação.
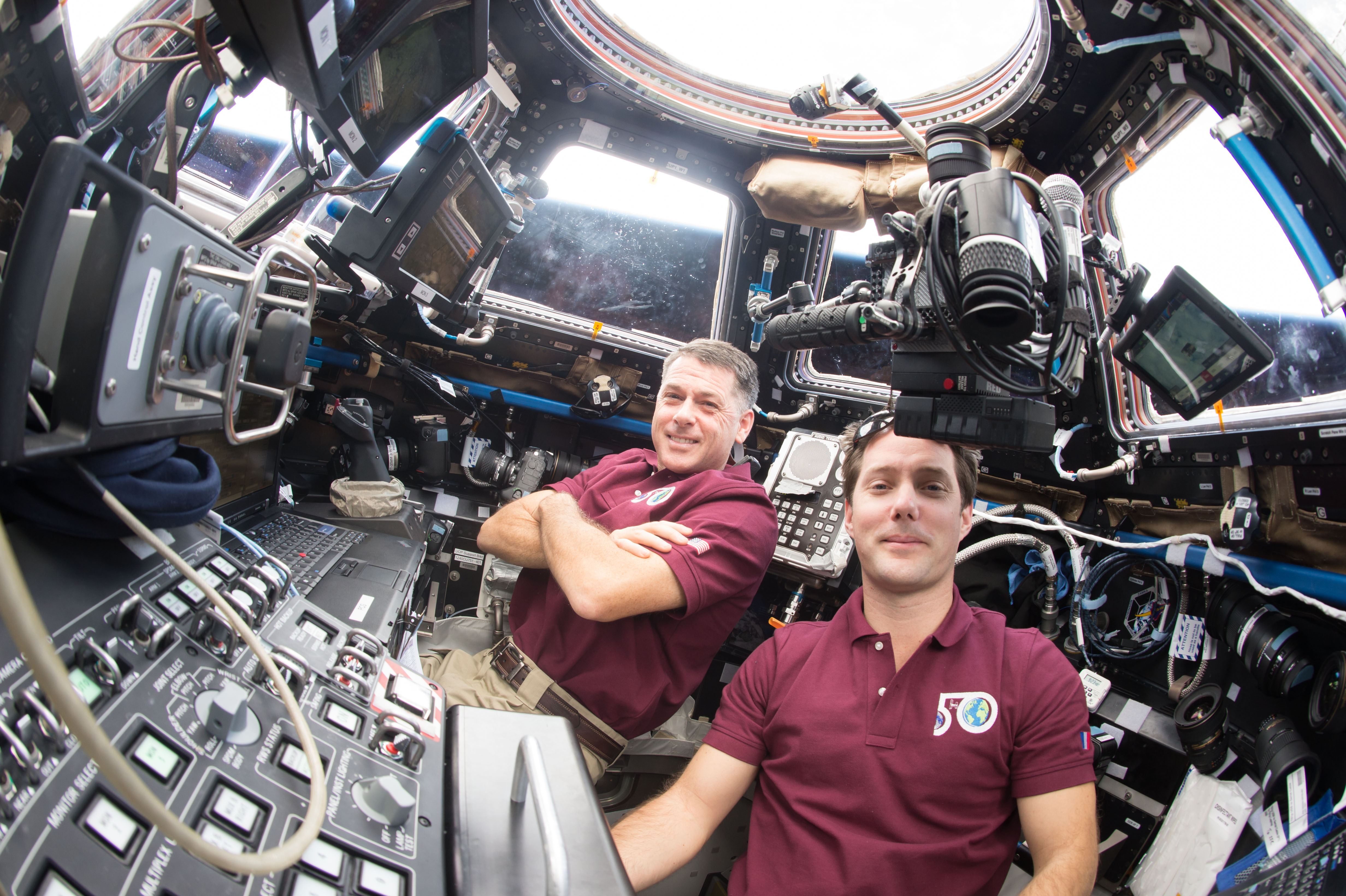
Kimbrough e Pesquet na Cúpula da ISS.
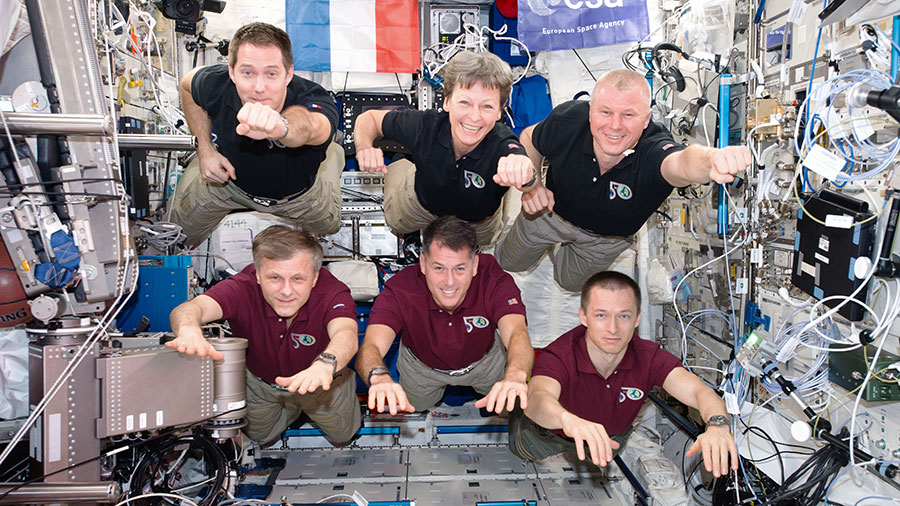
A tripulação posa no módulo Columbus.
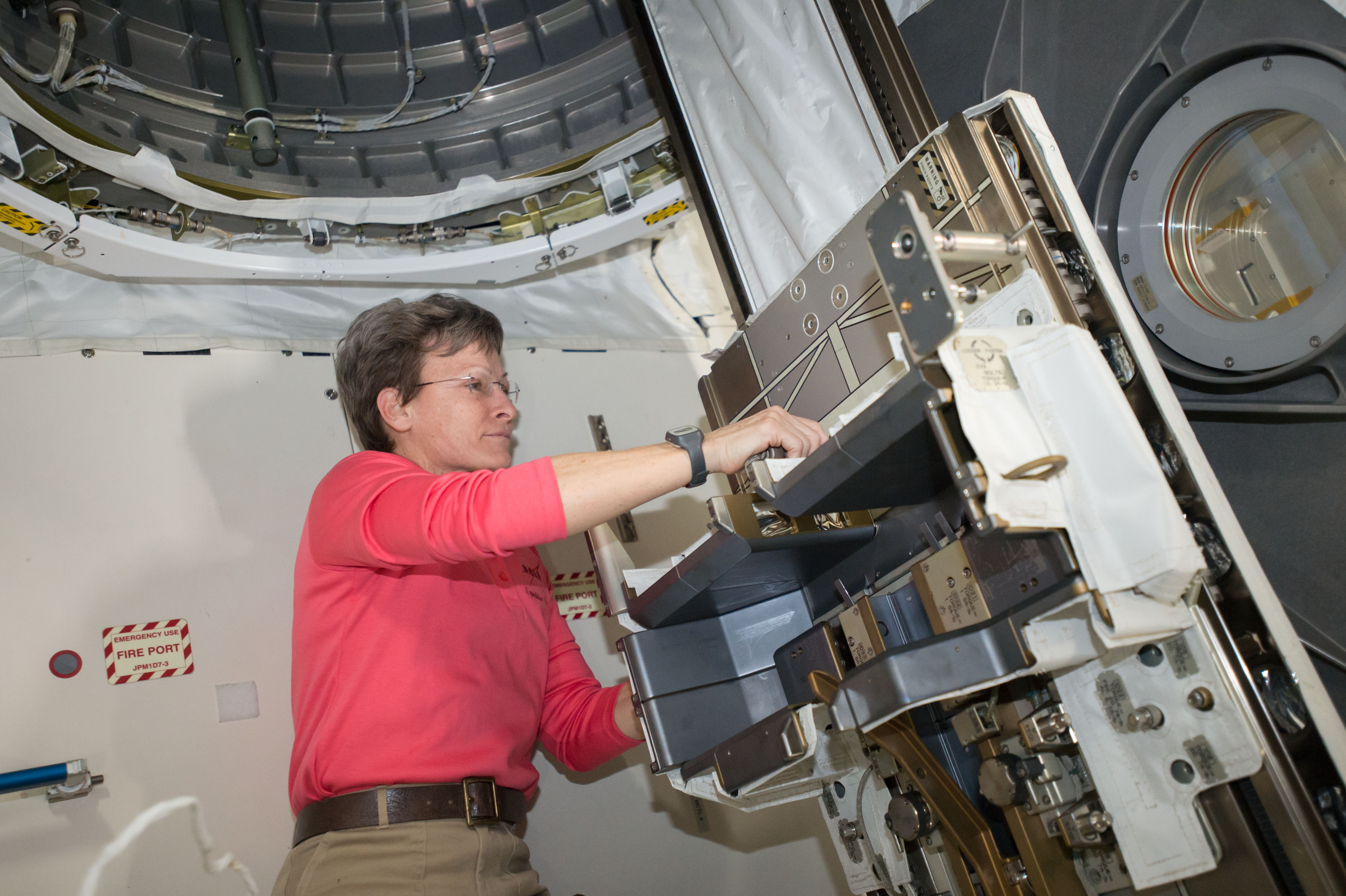
Peggy Whitson trabalha no módulo Kibo.
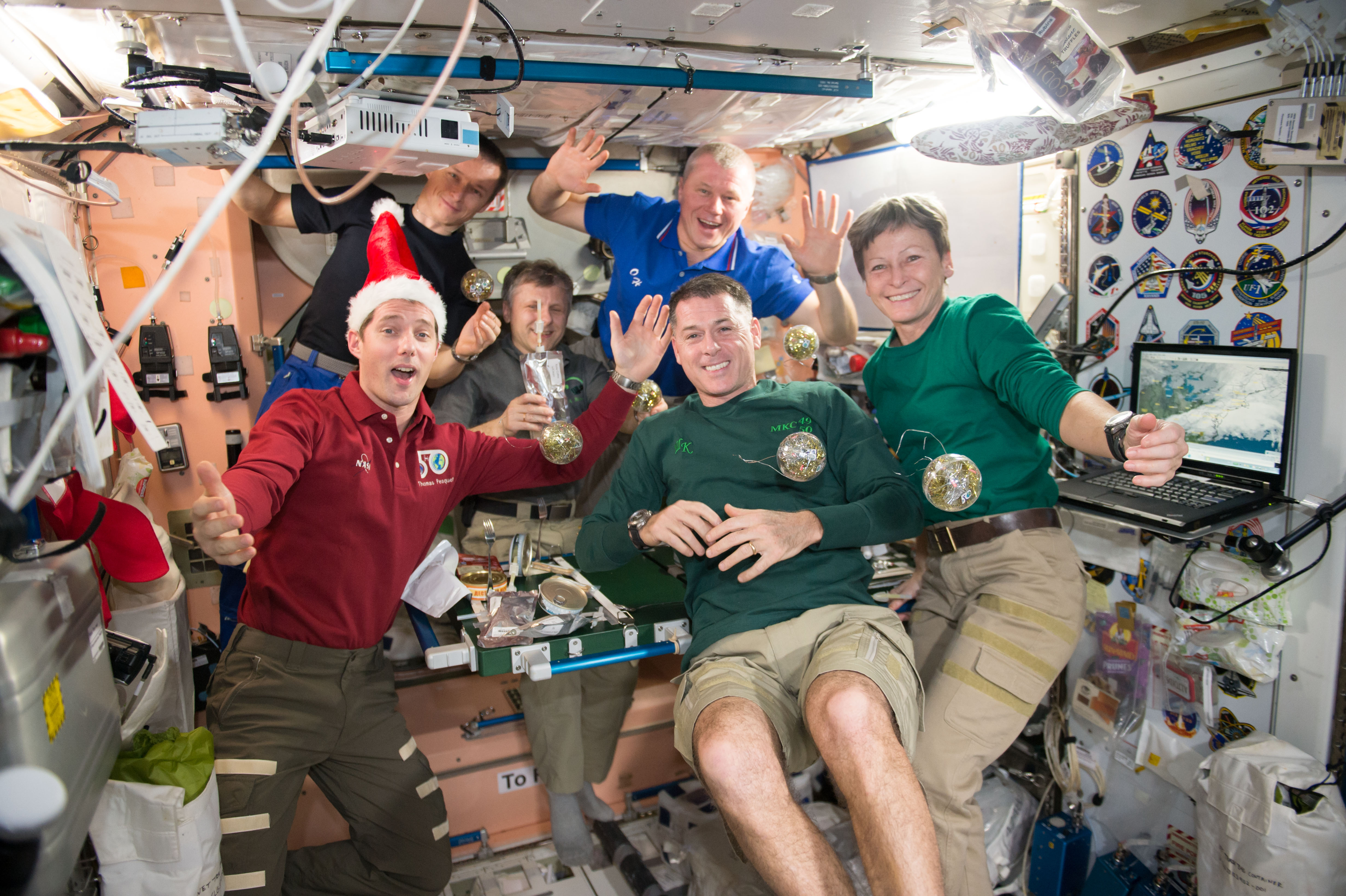
A tripulação comemora o Natal no espaço.
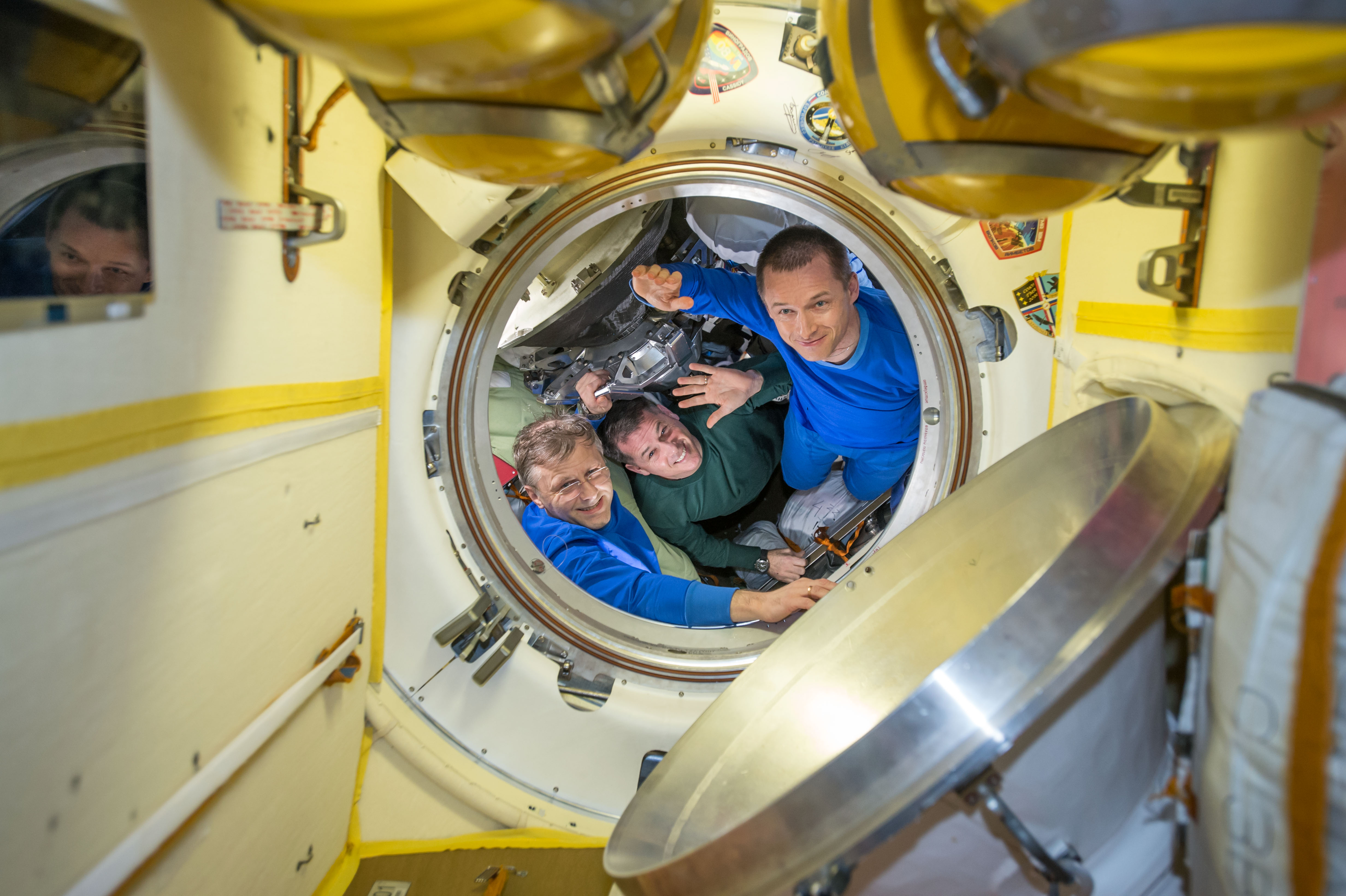
Os tripulantes da Soyuz MS-02 se despedem dos demais integrantes da Expedição 50. Após sua saída, os remanescentes dão início à Expedição 51.